# TV Terra do Sol
A TV Terra do Sol é uma emissora de televisão brasileira sediada em Fortaleza, capital do estado do Ceará. Pertencente à Prefeitura de Fortaleza, iniciou suas transmissões pelo canal 42 UHF digital em 8 de outubro de 2019 na gestão de Roberto Cláudio após passar por processo de implantação concebido em 2006, durante o governo de Luizianne Lins.

## História
Em 2006, a então prefeita de Fortaleza Luizianne Lins, em seu primeiro mandato, anunciou que a gestão havia sido autorizada a implantar uma emissora de televisão educativa. Para a viabilização de sua montagem, um decreto municipal criou um grupo de trabalho orientado pela Coordenadoria de Projetos Especiais, Relações Institucionais e Internacionais da prefeitura. No ano seguinte, o projeto da estação entrou na lista de propostas de Lei Orçamentária Anual da Câmara Municipal, passando a ser sugerido anualmente o investimento de 1,5 milhão de reais para a instalação e a operação de equipamentos. Até agosto de 2011 haviam sido gastos mais de 1,2 milhão de reais para a emissora e a previsão era de que sua operação fosse iniciada no segundo mandato de Luizianne. Entretanto, em 28 de dezembro de 2012, último dia útil de seu governo, a prefeita assinou um decreto que extinguiu o grupo de trabalho para montar a emissora.
Em 5 de fevereiro de 2014, o agora prefeito Roberto Cláudio informou, durante a solenidade de início das atividades da Câmara Municipal, que um novo projeto de emissora da prefeitura, baseado no anterior da gestão de Luizianne, estava em curso sob o nome TV Terra do Sol. O pagamento de equipamentos de transmissão havia sido finalizado pelo governo de Roberto no ano anterior. O canal 56 UHF digital de Fortaleza foi concedido para a operação da estação por uma portaria publicada no Diário Oficial da União (DOU) em 9 de outubro de 2015. Foi outorgado também o 57 UHF analógico, devolvido num despacho publicado no DOU em junho de 2017 em virtude do desligamento do sistema analógico de transmissão na Região Metropolitana de Fortaleza. Na mesma resolução, a concessão em sinal digital foi alterada para a do canal 42 UHF a pedido da Agência Nacional de Telecomunicações. Em abril de 2018, o projeto da emissora chegou a ser interrompido pela prefeitura por inviabilidade financeira.
A TV Terra do Sol iniciou suas transmissões em caráter experimental em 8 de outubro de 2019. Seu primeiro programa, o Notícias de Fortaleza, estreou em 1.º de julho de 2020 com apresentação do jornalista Rogério Gomes. Em agosto, a emissora assinou com a TV Assembleia um termo de cooperação para troca de conteúdos.